# Blaue Passionsblume
Die Blaue Passionsblume (Passiflora caerulea) ist eine Pflanzenart aus der artenreichen Gattung der Passionsblumen (Passiflora) in der Familie der Passionsblumengewächse (Passifloraceae). Die Heimat ist das nördliche Argentinien und das südliche Brasilien. Die Blaue Passionsblume kann als Zimmerpflanze verwendet werden.

## Beschreibung

### Vegetative Merkmale
Die Blaue Passionsblume ist eine kletternde, ausdauernde, krautige Pflanze. Der Stängel ist meist bleistiftförmig bis etwas kantig und immer unbehaart. Die wechselständig am Stängel verteilt angeordneten Laubblätter sind in Blattstiel und Blattspreite gegliedert. Die 2 bis 3 cm langen Blattstiele besitzen meist zwei bis vier, selten bis zu sechs kleine Drüsen, es sind extraflorale Nektarien, die gut erkennbare Tropfen von Nektar abscheiden. Die krautige, glatte Blattspreite ist basis herzförmig und besitzt meist fünf (drei bis neun) Lappen. Die Blattlappen sind eiförmig-länglich und ganzrandig, wobei der Mittellappen immer etwas länger ist als die seitlichen. Die nierenförmigen Nebenblätter sind etwa 1,2 cm groß und besitzen einen gewellten Rand.

### Generative Merkmale
Der Blütenstand ist eine reduzierte Zyme, wobei die zentrale Blüte nicht ausgebildet ist, ein Seitenast zu einer Ranke umgebildet ist und die Blüte sich der Ranke gegenüber befindet. Die breit eiförmigen Hochblätter sind 2 bis 3 cm groß und ganzrandig. Der Blütenstiel ist 3 bis 4 cm lang.

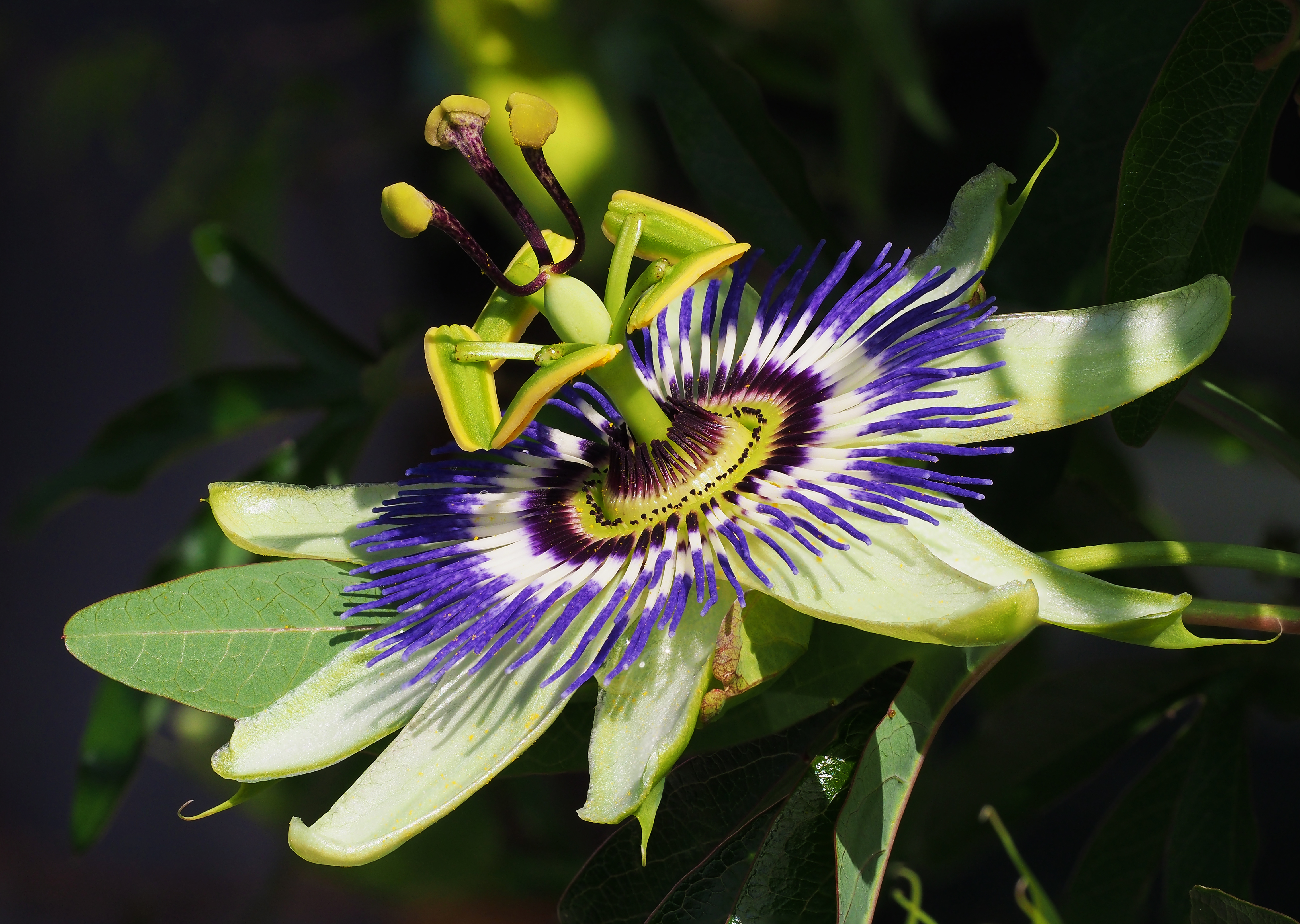
Blüte

Die duftenden, zwittrigen, radiärsymmetrischen, fünfzähligen Blüten weisen einen Durchmesser 6 bis 10 cm auf. Die fünf freien Kelchblätter sind außen hellgrün und innen weiß und 3 bis 4,5 cm lang mit einer 2 bis 3 mm langen Spitze. Die fünf freien Kronblätter sind weiß bis hellgrün und 2,5 bis 4 cm lang. Weiter nach innen folgt der sogenannte Strahlenkranz, dies sind in drei bis vier Kreisen angeordnete fadenförmige, intensiv gefärbte Staminodien. Die Staminodien der äußeren zwei Kreise sind 0,6 bis 1,5 cm lang, an der Basis dunkel purpurfarben, in der Mitte weiß und an der Spitze hellblau. Die inneren ein oder zwei Kreise Staminodien sind 1 bis 2 mm lang, an der Basis hellgrün und an der Spitze weiß. Das Operculum ist auch fadenförmig mit dunkel purpurfarbenen Lappen. Es ist ein kranzförmiges Nektarium vorhanden. Der Diskus ist 1 bis 2 mm hoch. Fünf fertile Staubblätter und das Gynoeceum sind zu einer Säule zusammengefasst, dem sogenannten Androgynophor; es ist 8 bis 10 mm hoch und überragt die sterilen Blütenteile weit. Es sind fünf fertile Staubblätter vorhanden. Die freien Staubfäden sind flach und etwa 1 cm lang. Die länglichen Staubbeutel sind etwa 1,3 cm lang. Der aus drei Fruchtblättern verwachsene, über den fertilen Staubblättern stehende Fruchtknoten ist ei- bis kugelförmig. Die drei freien Griffel sind purpurfarben, 6 bis 8 mm lang und enden in nierenförmigen Narben. Christlich interpretiert wird die Blüte so: die fünf Staubgefäße als die „Wunden Christi“, die drei Narben als die Kreuzigungsnägel und der Strahlenkranz die „Dornenkrone“, so bekam die Gattung den Namen Passionsblumen. Die Blütezeit von Naturformen reicht üblicherweise von Mai bis Juli und die Sorten weisen andere Blütezeiten auf.

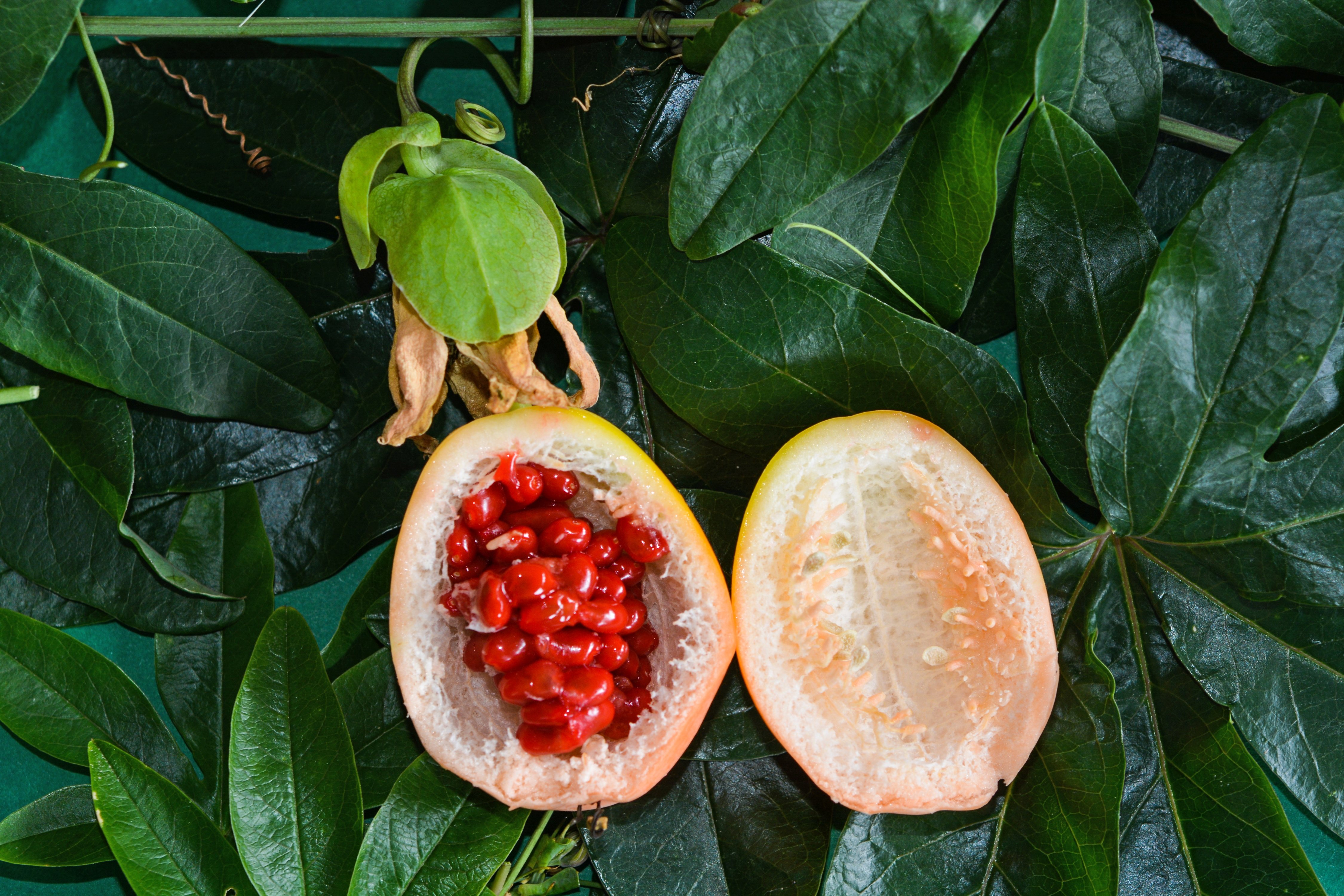
Geöffnete Frucht mit Samen

Die äußerlich zunächst grüne Frucht wechselt im Laufe der Reife zu orange-gelber Farbe, ist eiförmig und etwa 6 cm groß. Ein aus drei Teilen bestehender Käfig in der Frucht beinhaltet ca. 160 Samen in roten, essbaren Beeren, etwa 5–6 mm groß.

## Systematik
Der Artname Passiflora caerulea wurde 1753 von Carl von Linné in Species Plantarum, 2, S. 959–960 erstveröffentlicht. Synonyme für Passiflora caerulea L. sind: Granadilla caerulea (L.) Medik., Passiflora caerulea Lour., Passiflora caerulea var. angustifolia G.Don, Passiflora caerulea var. glauca Mast., Passiflora caerulea var. imbricata Mast., Passiflora caerulea var. regnellii Mast., Passiflora loureiroi G.Don, Passiflora selloi Dehnh. Die Guarani, die Ureinwohner der Region Südamerikas, in der die Blume wächst, gaben ihr den Namen „mburucuya“. Aus diesem Grund gibt es eine Bewegung, diesen originalen Namen wieder vermehrt zu verwenden.

## Nutzung
Die reifen Früchte werden roh gegessen oder es wird ein Fruchtsaft daraus gewonnen. Unreife Früchte können nur nach dem Garen gegessen werden. Der Pulpus schmeckt säuerlich.

### Kultivierung

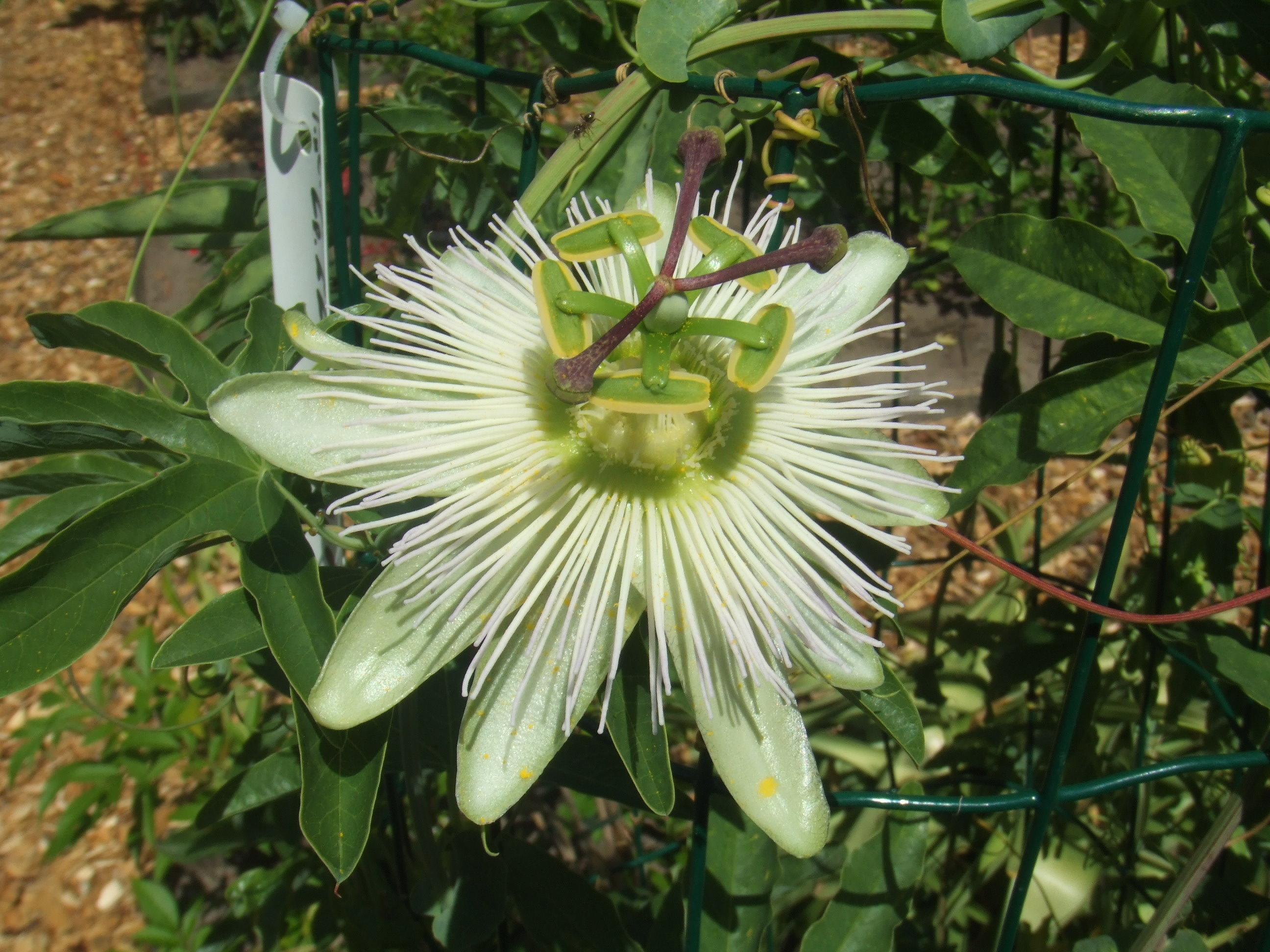
Die weißblühende und stärker duftende Sorte 'Constance Elliott'

Gärtner haben von der Blauen Passionsblume (Passiflora caerulea) schon viele Klone ausgelesen, einige Beispiele sind 'Constance Eliott' (Die weißen Blüten duften stärker als von anderen Sorten), 'Chinensis', 'Gala', 'Wild Brazil', 'Spyder', 'Majorca' und 'Pierre Pomie'.
Passiflora caerulea ist relativ pflegeleicht und gedeiht sowohl als Zimmerpflanze als auch im Gewächshaus oder im Freien. Junge Pflanzen sind bis −15 °C frostresistent, ältere Exemplare sogar noch bis zu tieferen Temperaturen, daher kann P. caerulea auch in Mitteleuropa im Freien gepflanzt werden. Im Gewächshaus oder auf der Fensterbank entwickelt sie sich in den lichtreichen Monaten zu einer eindrucksvollen Pflanze.
Problematischer ist die Überwinterung als Zimmerpflanze (im Freien sterben oberirdische Teile ab und treiben im Frühling erneut aus). Als Sonnenpflanze benötigt Passiflora caerulea auch im Winter viel Licht.

## Galerie
Passiflora caerulea:

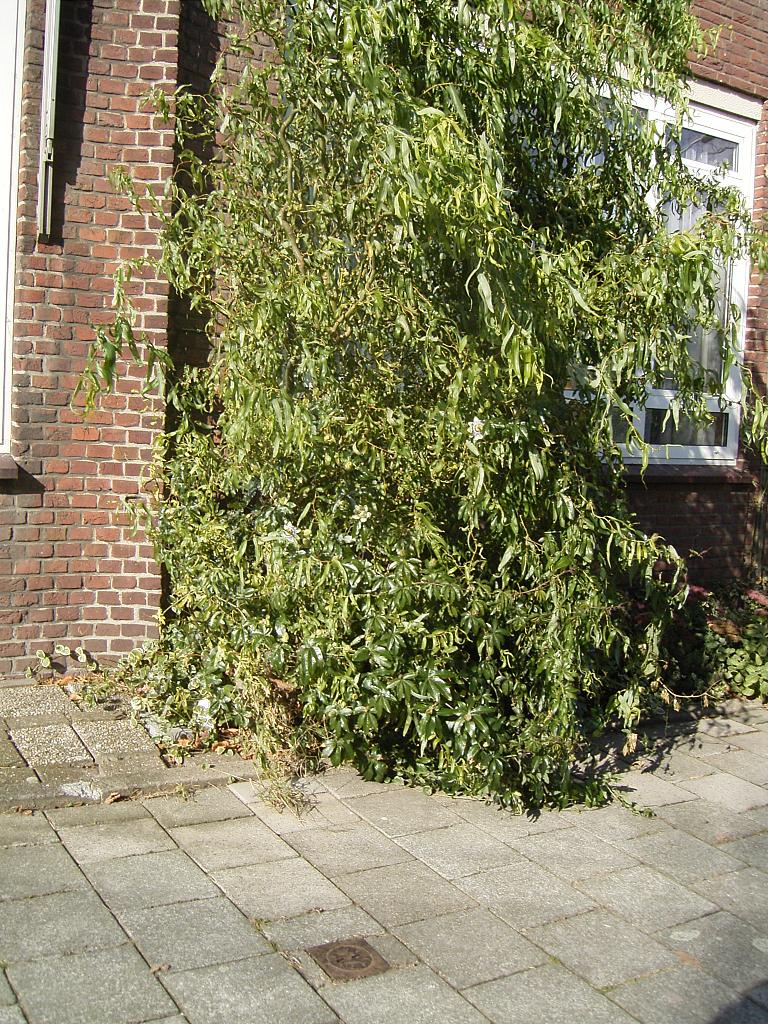
In frostfreien Gebieten kann die Passionsblume an windgeschützten Stellen im Freien gedeihen.
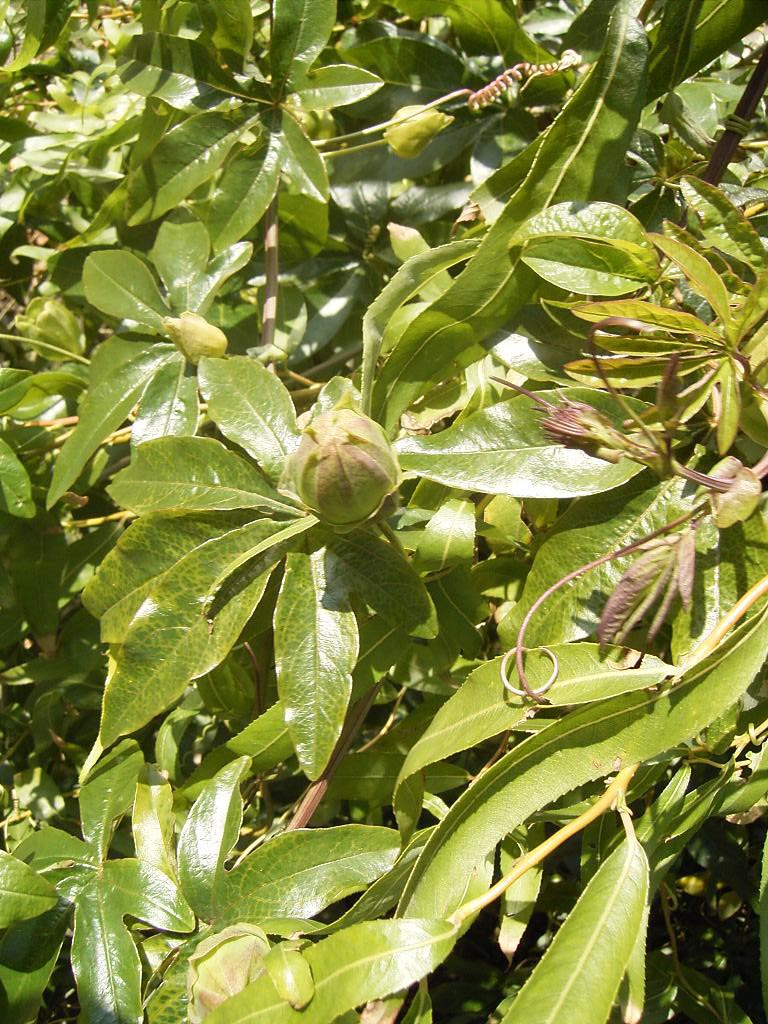
P. caerulea, Blütenknospe, Blätter und Sprossranken.
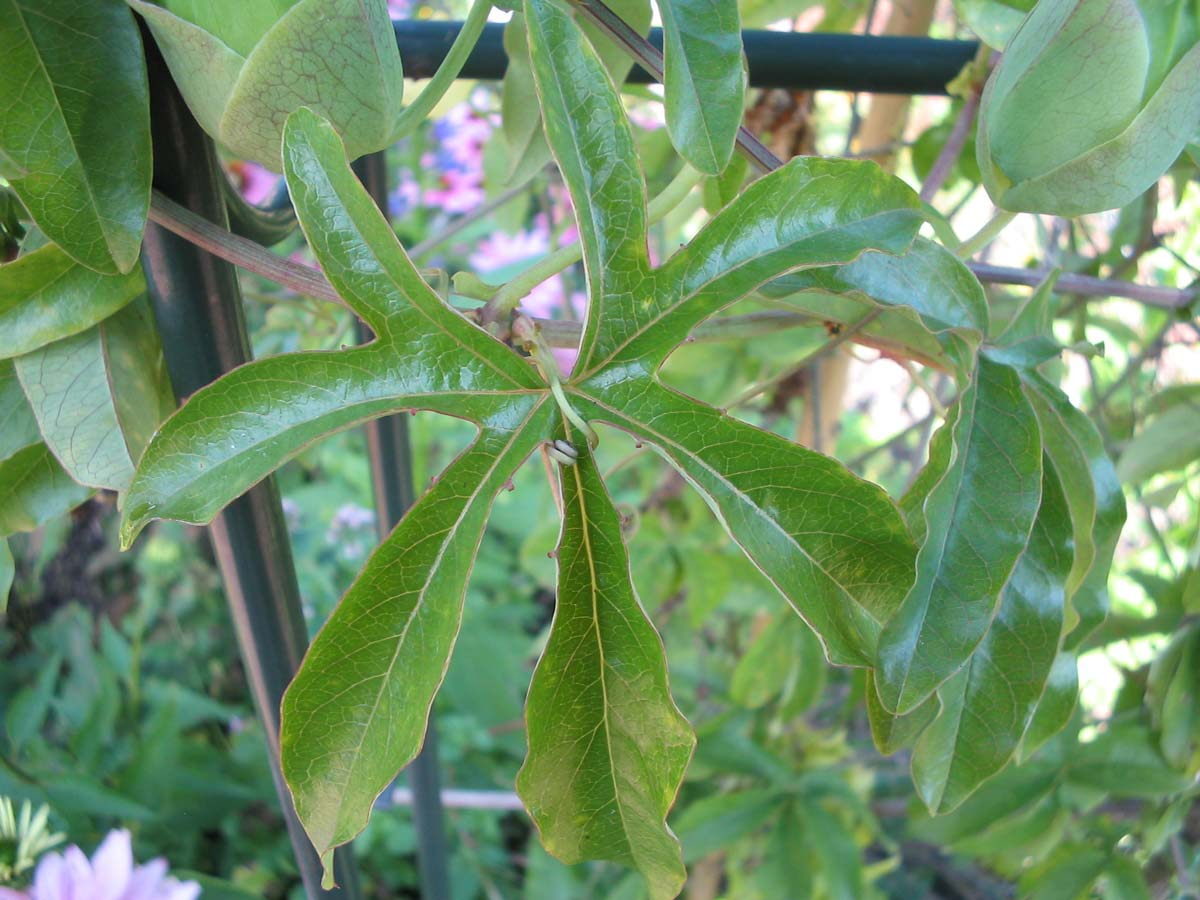
Blatt.
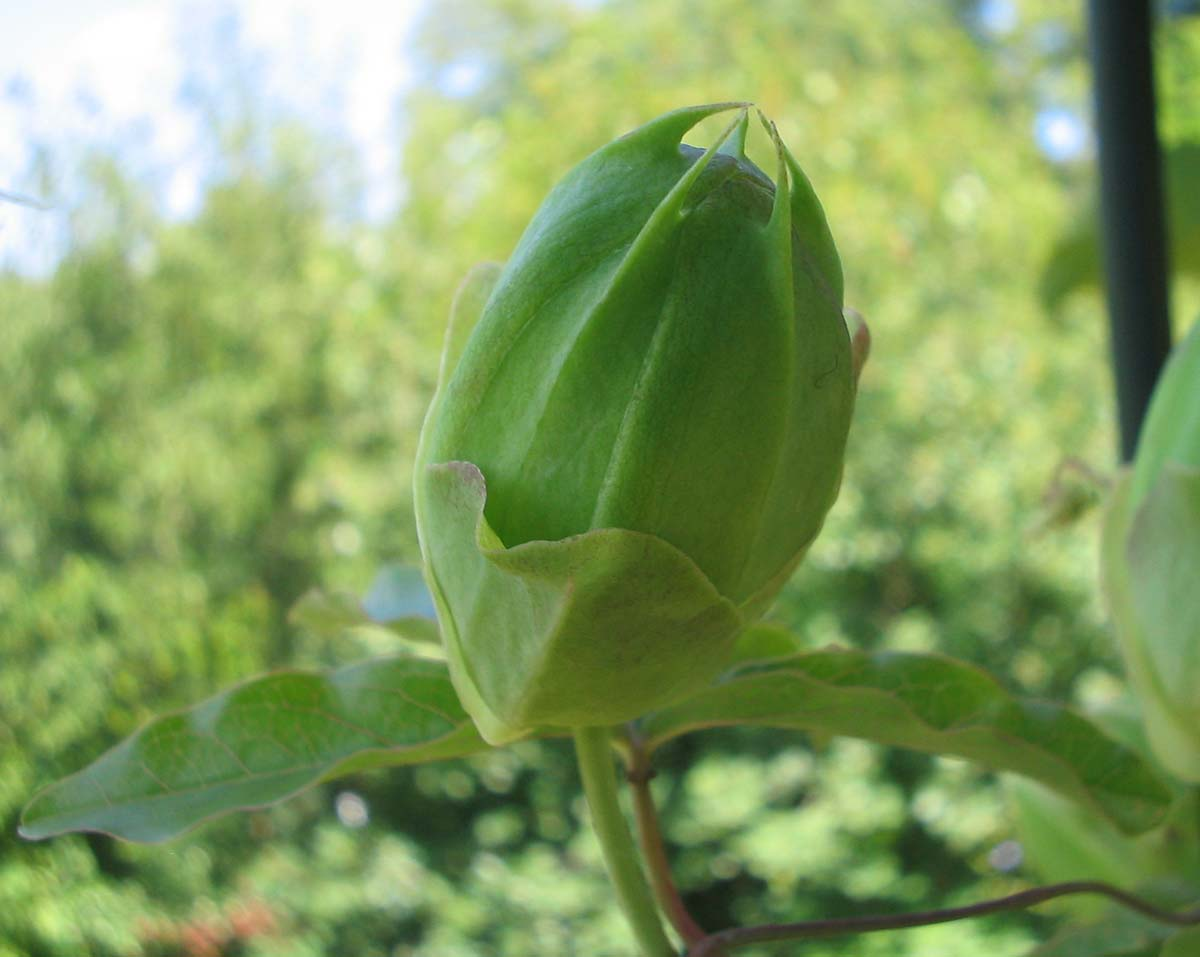
Blütenknospe.
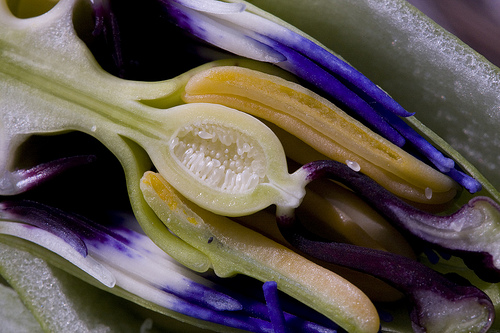
Schnitt Blütenknospe.
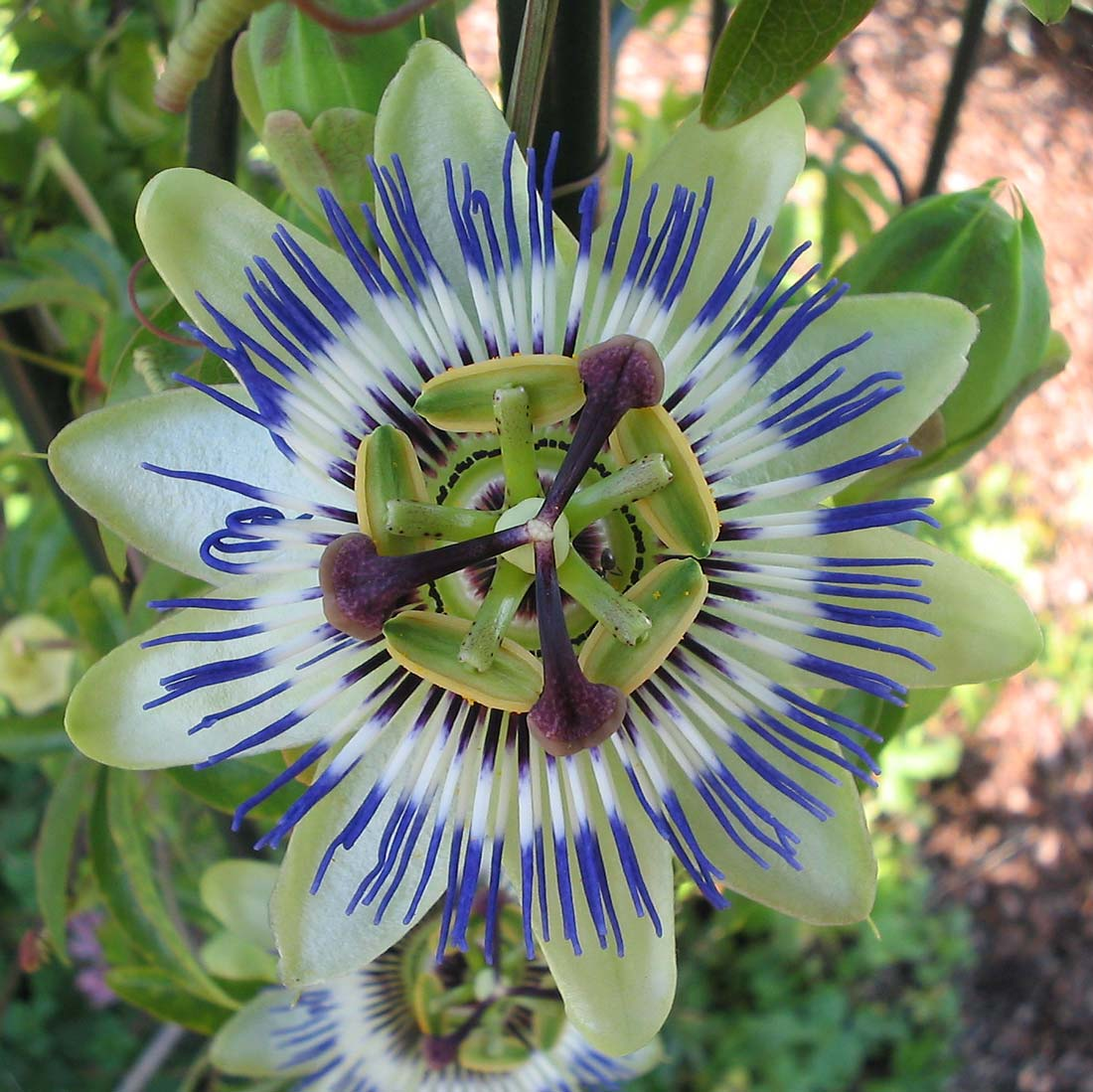
Blüte von oben.
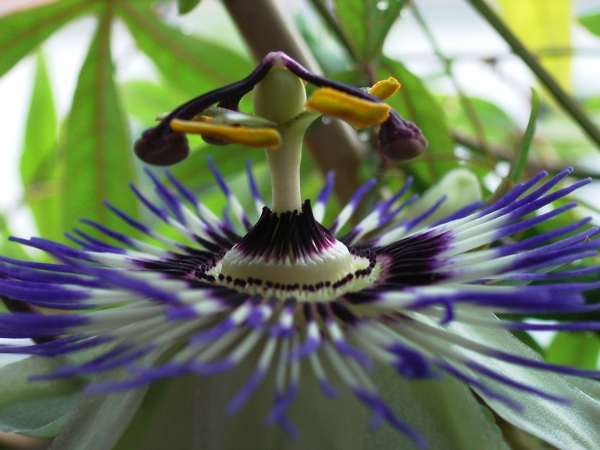
Androgynophor.
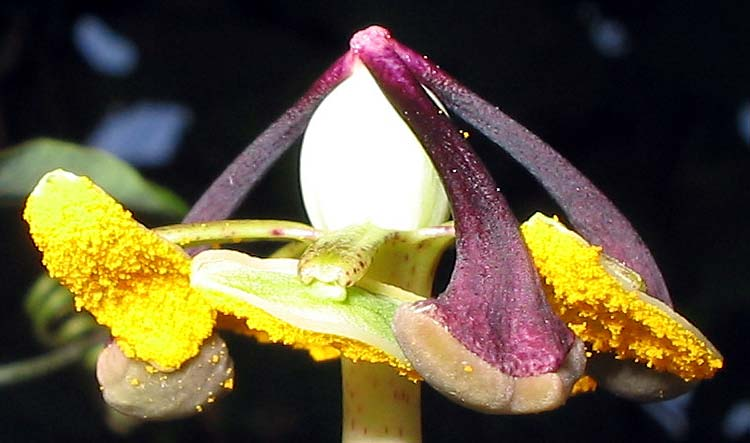
Androgynophor.
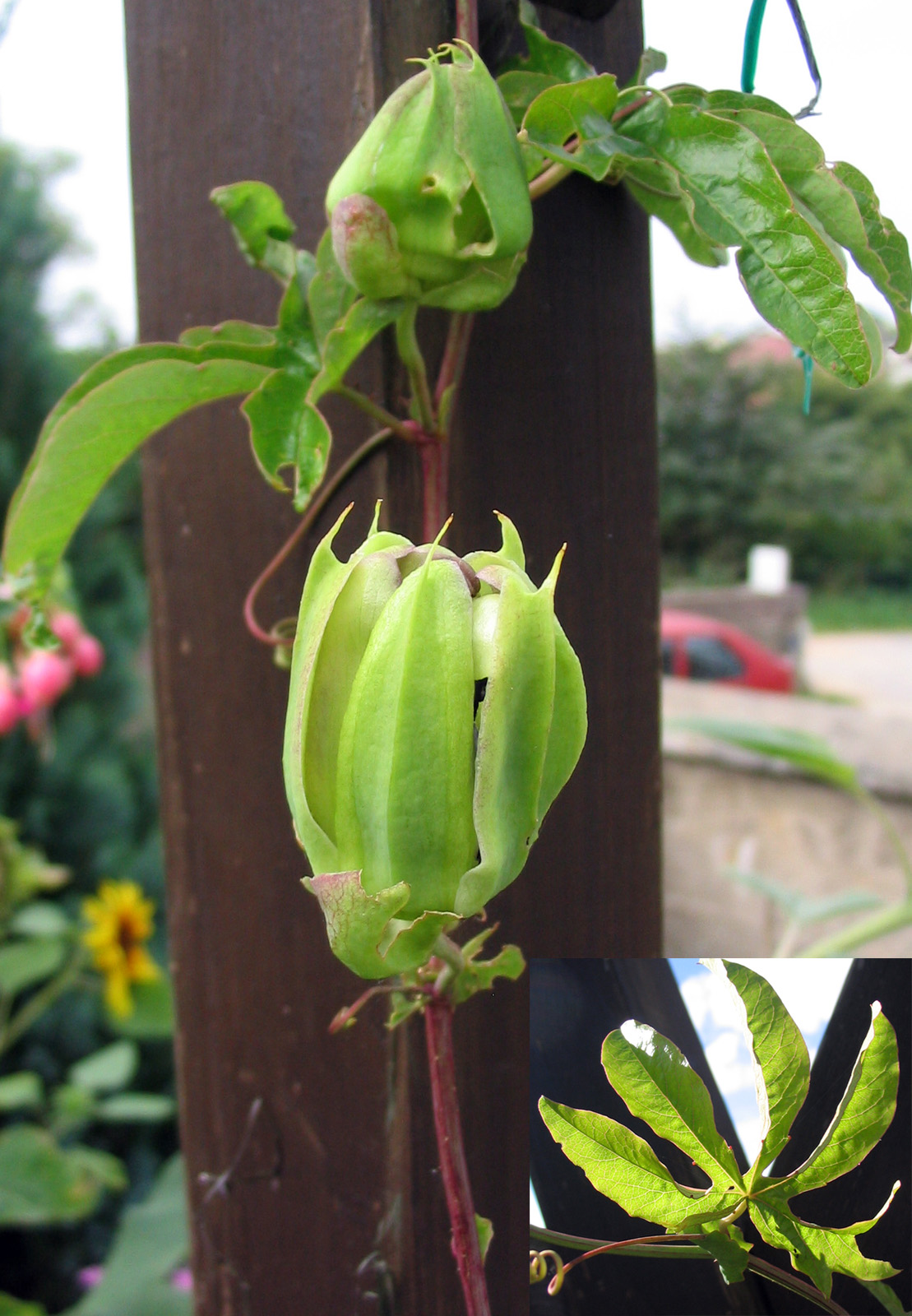
Blüte verblüht und Blatt.
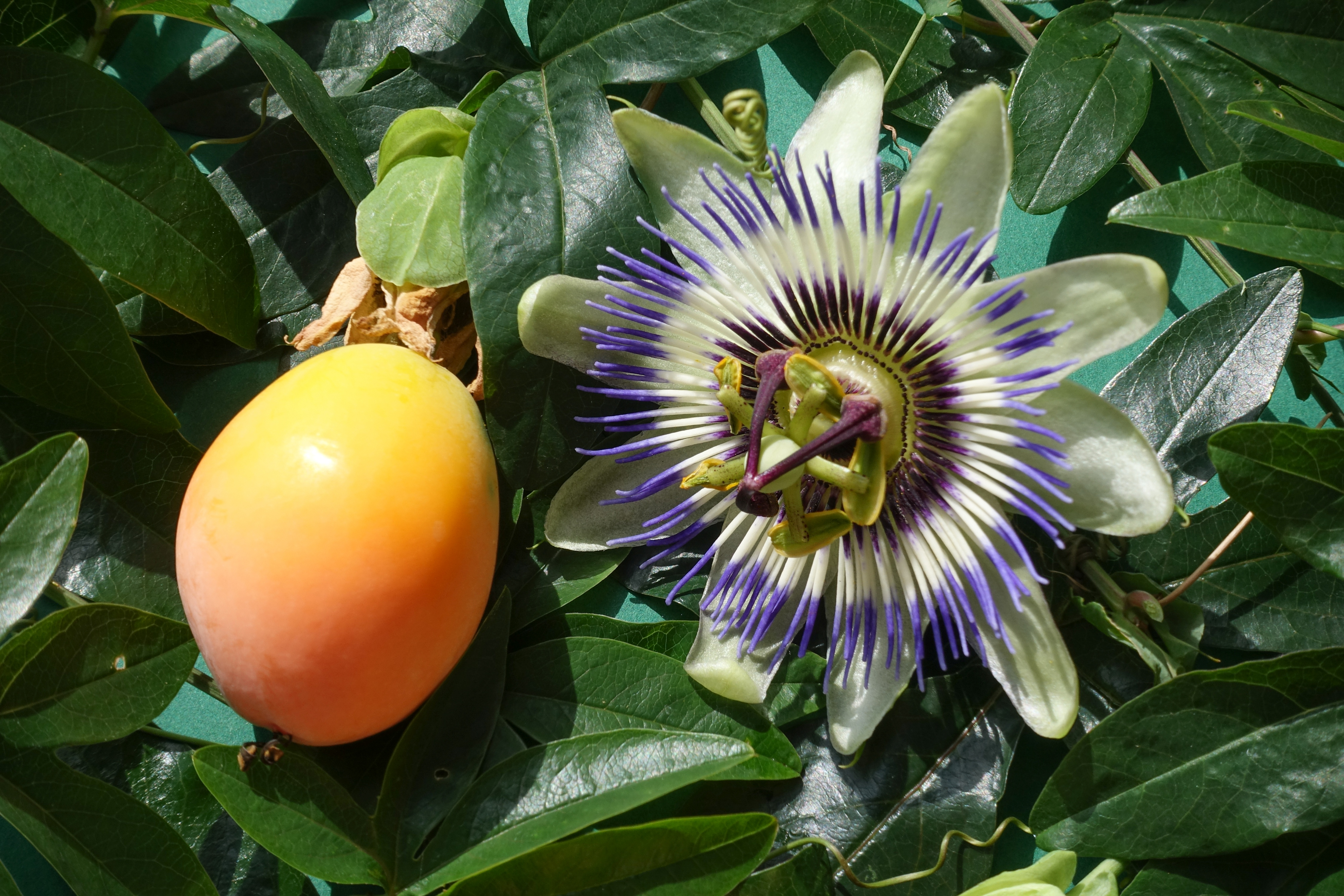
Blüte mit reifer Frucht
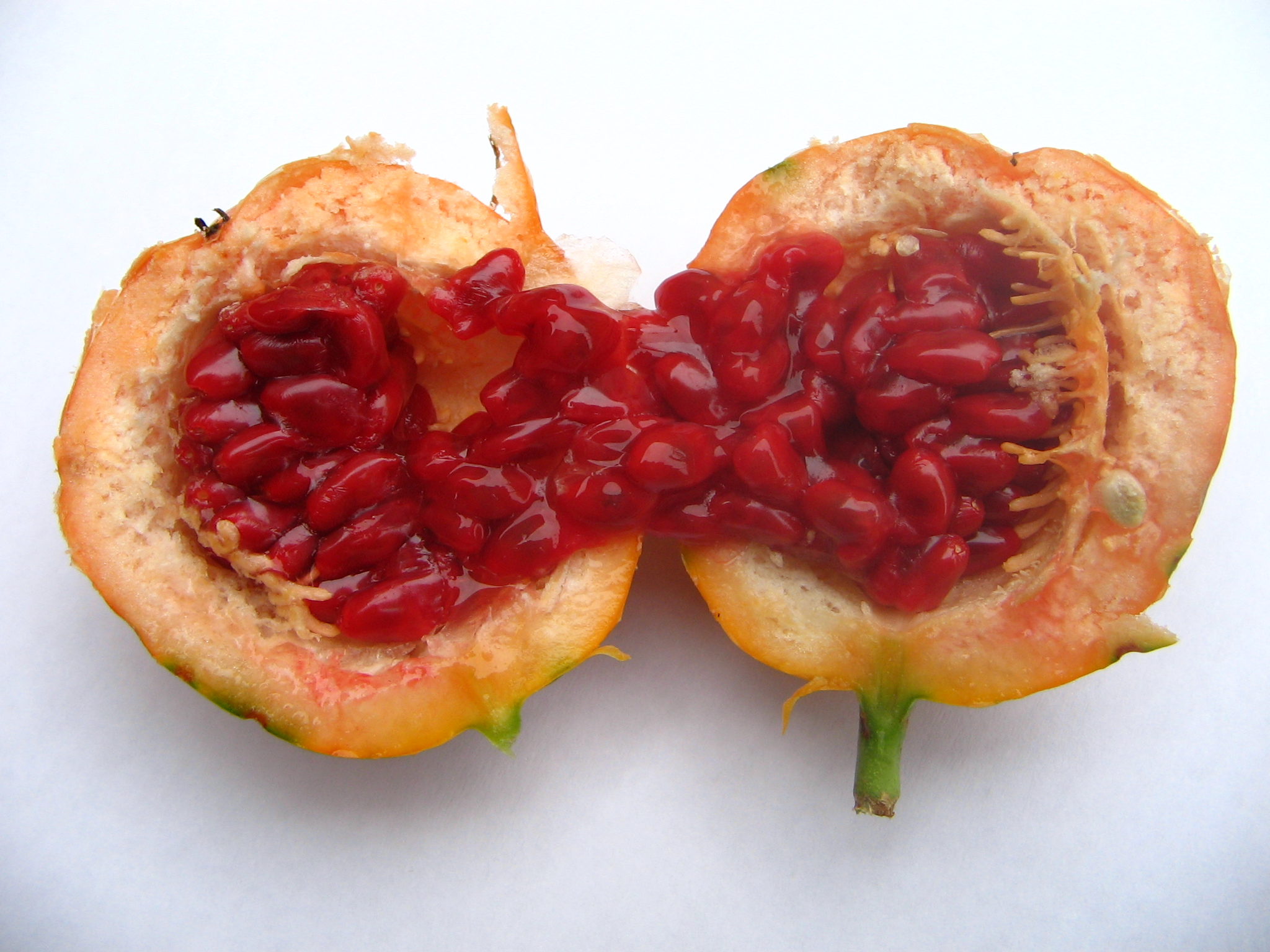
Offene, reife Frucht mit orangefarbener Schale.
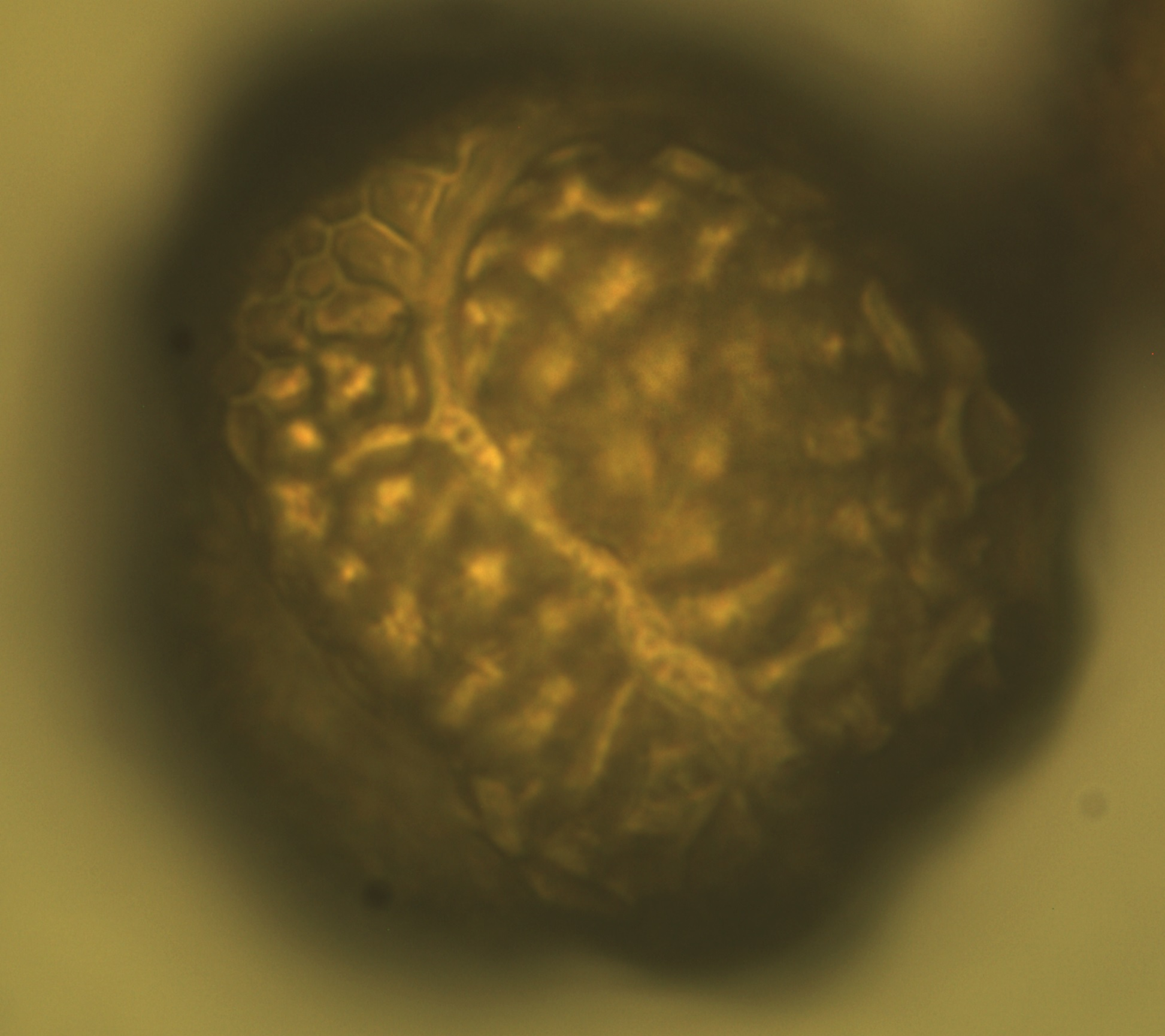
Pollenkorn der Blauen Passionsblume (400×)